# SN 2001ci
SN 2001ci – supernowa typu Ic odkryta 25 kwietnia 2001 roku w galaktyce NGC 3079. W momencie odkrycia miała maksymalną jasność 18,30m.